# Karl Hård af Segerstad
Karl Adam Nils Gabriel Hård af Segerstad, född 28 januari 1873 i Helsingfors, död 22 oktober 1931 i Helsingfors, var en finländsk arkitekt. Han var farfar till Calle Hård.
Hård af Segerstad utexaminerades som arkitekt från Polytekniska institutet (nuvarande Tekniska högskolan) 1895. Under sin tid som student vid institutet arbetade han på Kiseleff & Heikels och Grahn, Hedman & Wasastjernas arkitektbyrå. År 1896 grundade Hård af Segerstad sin egen arkitektbyrå. Viborgs läns byggnadskontors biträdande arkitekt var han från 1901 till 1907, då han blev Helsingfors första stadsarkitekt.

## Byggnader planerade av Hård af Segerstad
- Nylands nations hus, Helsingfors (1901)
- Saluhallen, Viborg (1906)
- Höghus, Bangatan 25, Helsingfors (1906)-huset har rivits
- Trädgårdsmästarbostaden, Vinterträdgården, Helsingfors (1908)
- Polisstationen, Bangatan 10, Helsingfors (1909)
- Cygnaeusskolan, Bangatan 8, Helsingfors (1911)
- Berghälls bibliotek, Helsingfors (1912)
- Hagnäs saluhall, Hagnäs torg, Helsingfors (1912)
- Polisstugan, Gammelstaden, Tavastvägen 162 (1913)
- Paviljongen, Djurgårdens idrottsplan Helsingfors (1914)
- Böle brandstation, Magistratsgatan 6, Helsingfors (1914)
- Djurgårdsskolan, Stallgatan 5, Helsingfors (1915)
- Topeliusskolan, Stenbäcksgatan 14, Helsingfors (1917)
- Saluhallen, Böle, Helsingfors (1919)-byggnaden har rivits
- Bostadshus, Indiagatan 14, Helsingfors (1922)
- Bostadshus, Indiagatan 6, Helsingfors (1924)
- Bostadshus, Japangatan 13, Helsingfors (1924)
- Laurellska skolan, Riddaregatan 5, Helsingfors (1925-27)

## Bildgalleri

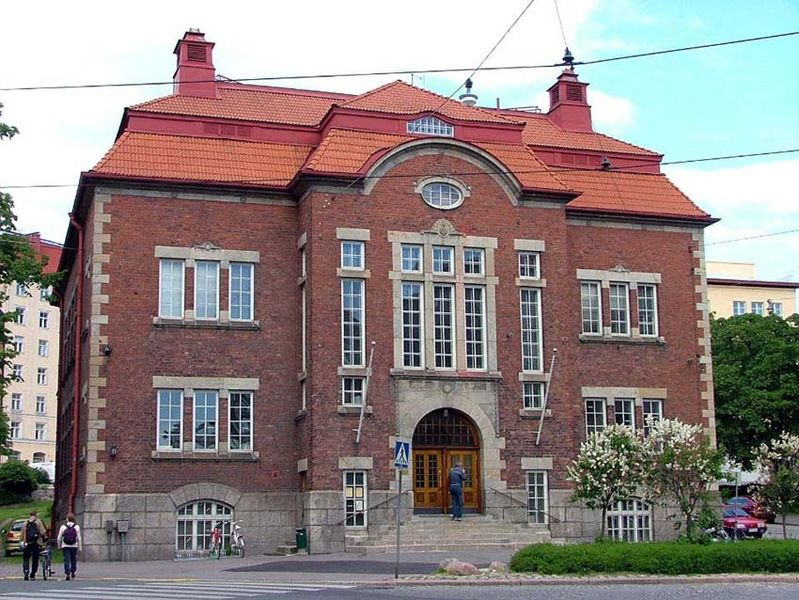
Berghälls bibliotek i Helsingfors (1912)
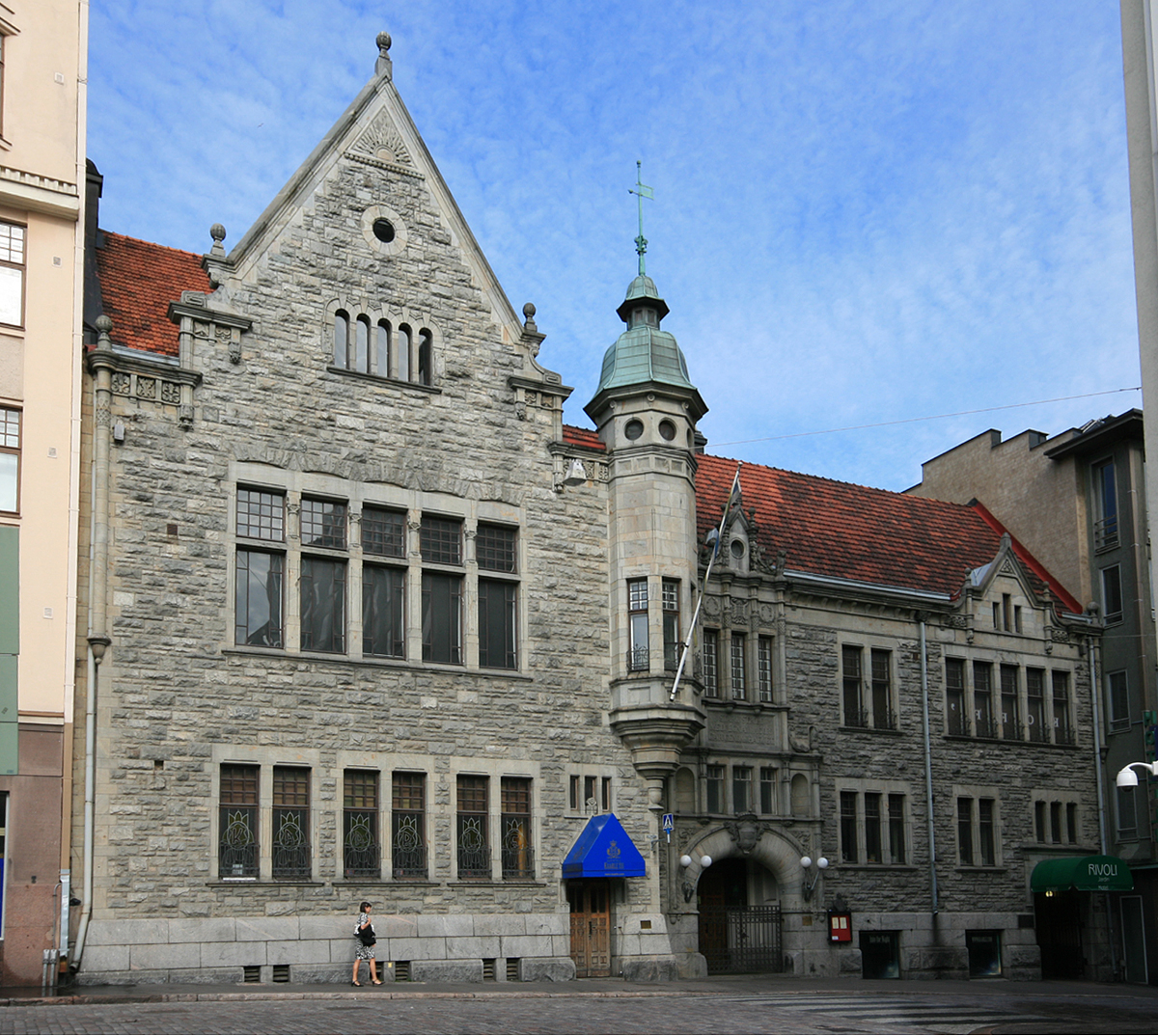
Nylands nations hus i Helsingfors
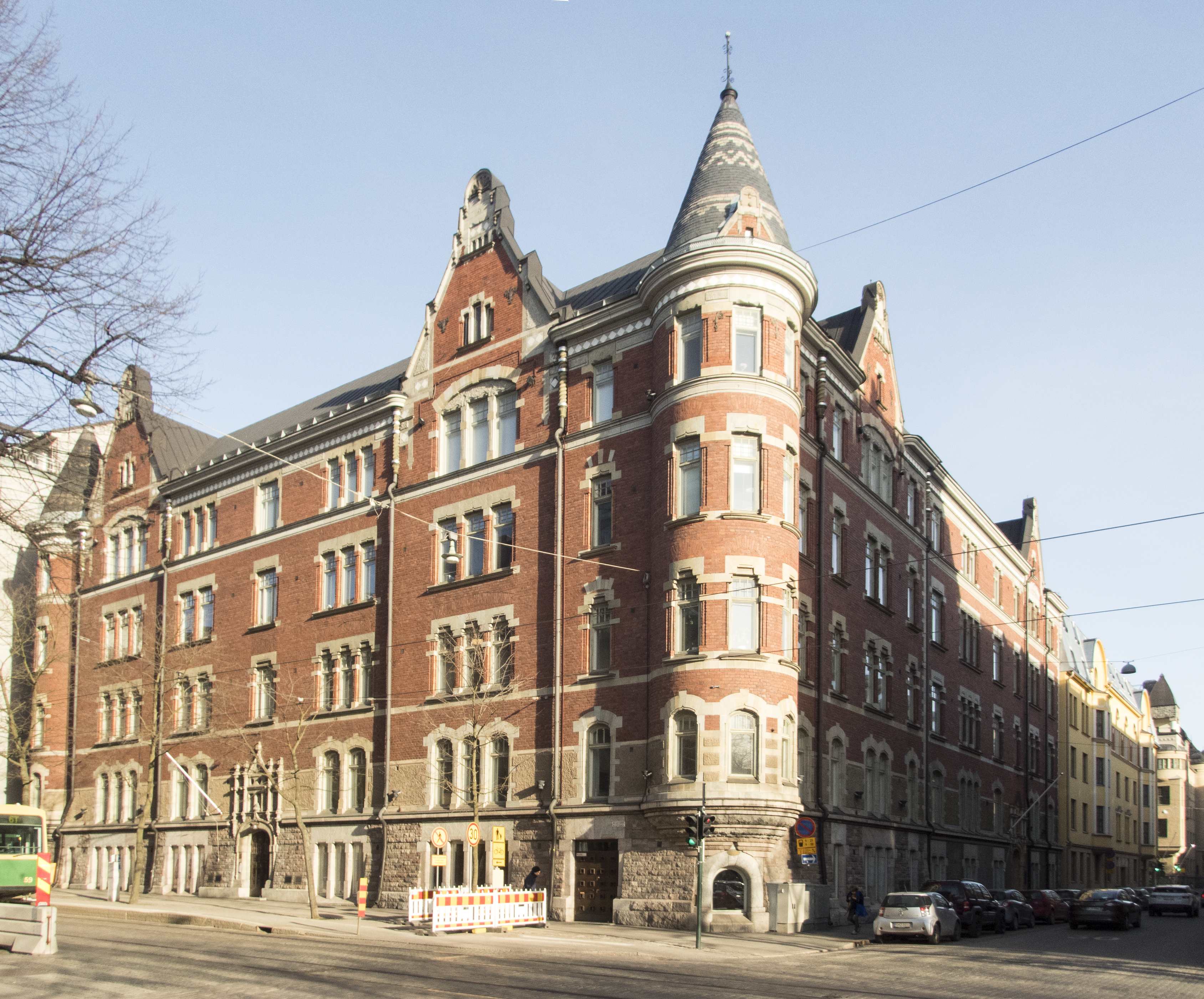
Bulevarden 30, Helsingfors
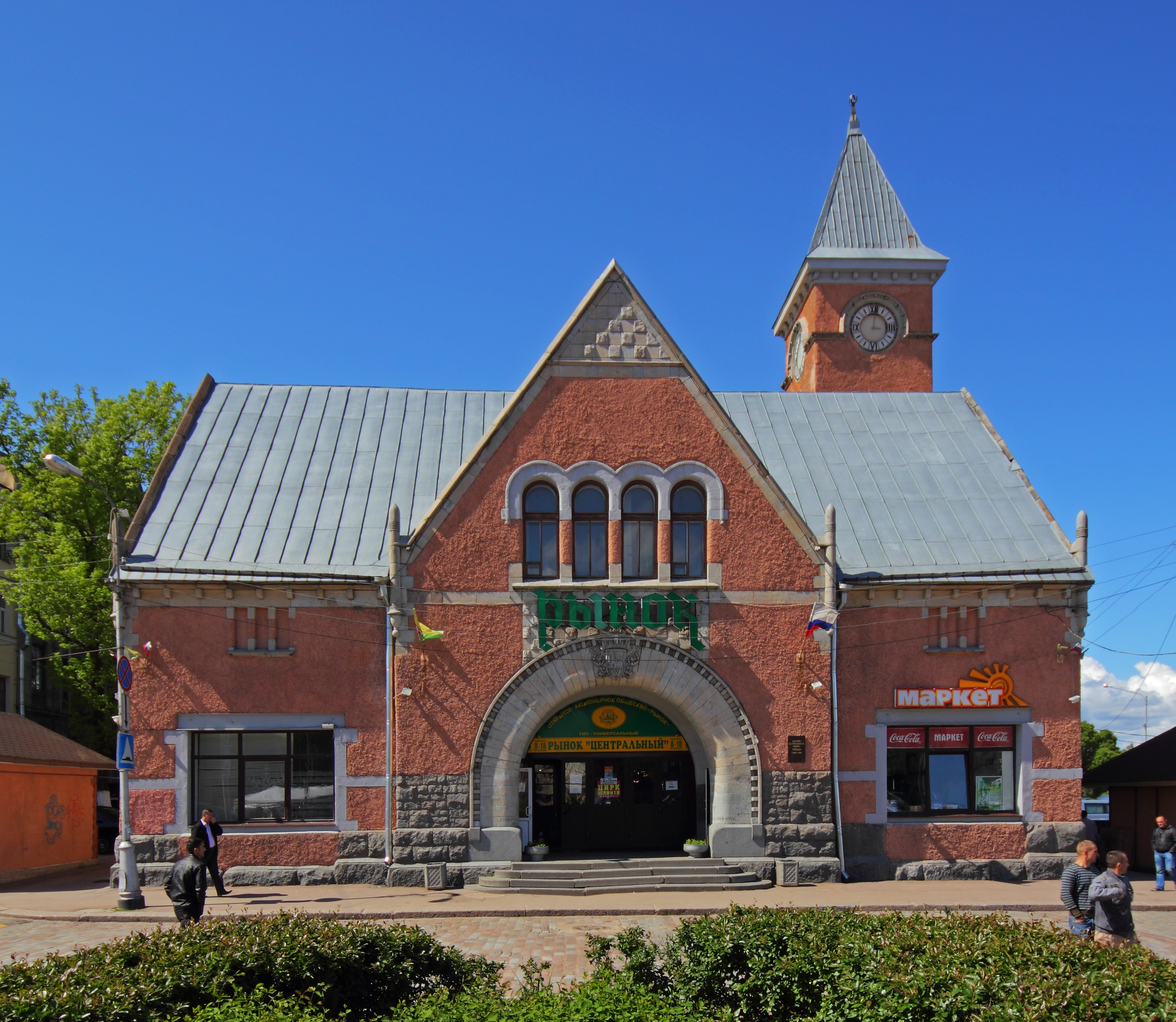
Saluhallen i Viborg
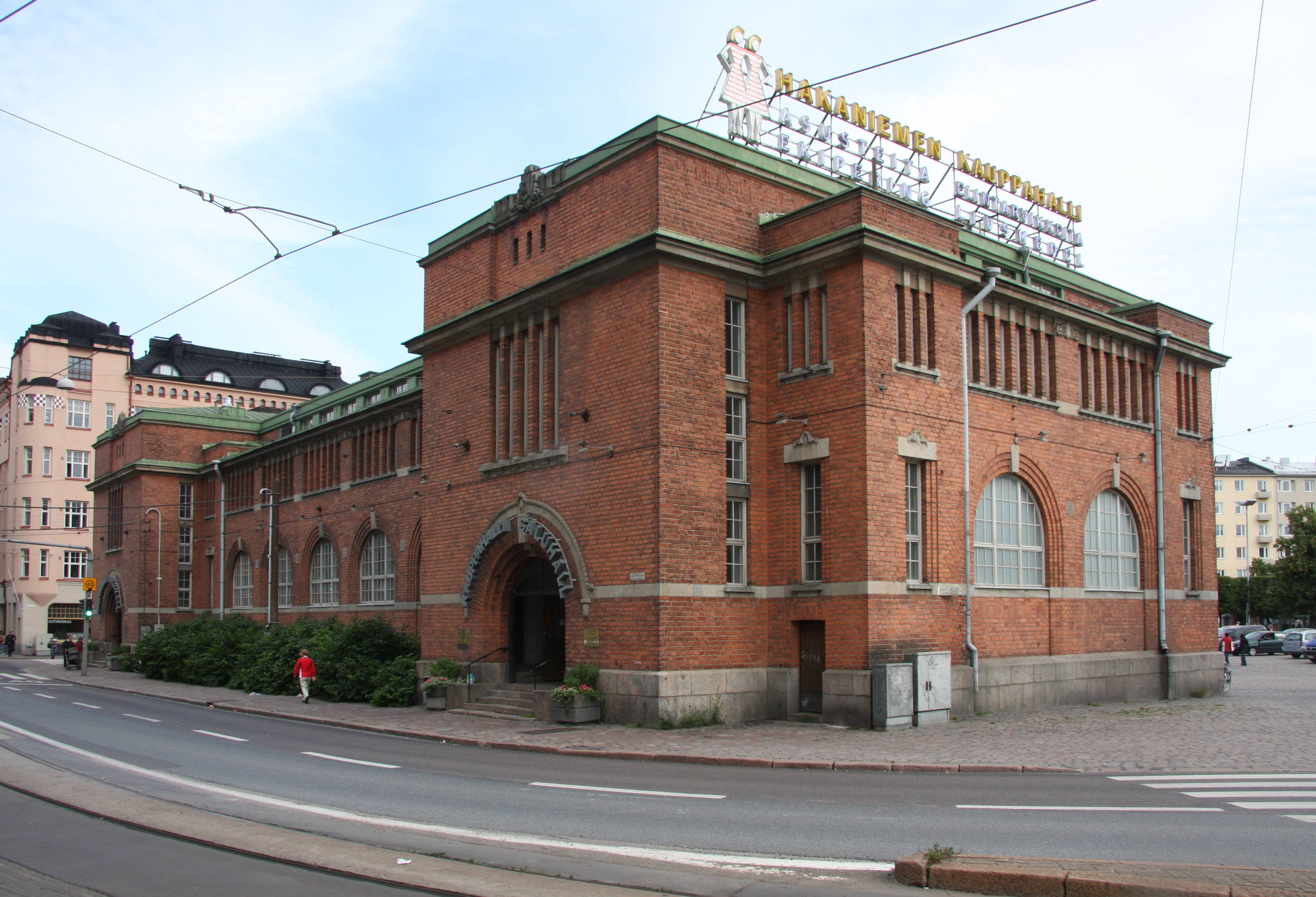
Hagnäs saluhall